# Битва на реке Уобаш
Битва на реке Уобаш (англ. Battle of Wabash River), также известная как Поражение Сент-Клэра (Saint Clair's Defeat) и Битва тысячи убитых (Battle of a Thousand Slain), — сражение между армией США и Северо-Западной индейской конфедерацией, произошедшее 4 ноября 1791 года на территории современного округа Мерсер. Это сражение, являвшееся частью Северо-западной индейской войны 1785—1795 годов, стало величайшей победой из одержанных когда-либо индейцами и, соответственно, крупнейшим поражением армии США в Индейских войнах.
По условиям Парижского мира 1783 года Британия передала Соединённым Штатам огромную территорию, включавшую Огайскую землю. Претендуя на этот регион по праву завоевания, федеральное правительство молодой республики настаивало, чтобы индейцы подписали ряд договоров, узаконив заселение новых земель. Понимая, что у них нет возможности финансировать большую войну с коренными народами, власти США попытались приобрести территории у вождей местных племён, но столкнулись с сопротивлением вновь образованной индейской конфедерации. Не имея эффективной постоянной армии для решения конфликта, президент США Джордж Вашингтон призвал штаты прислать ополченцев для участия в военной экспедиции, которую возглавил генерал Джосайя Хармар. Кампания Хармара закончилась провалом, в общей сложности 183 солдата и офицера погибли или пропали без вести.
Осенью 1791 года генерал-майор американской армии Артур Сент-Клэр возглавил вторую военную кампанию, целью которой было уничтожение индейских поселений на берегах реки Моми на северо-западе Огайо и строительство на их месте военных постов. Достигнув верховий реки Уобаш, армия Сент-Клэра подверглась нападению почти тысячи индейских воинов. Составлявшие авангард ополченцы немедленно отступили и смяли ряды основных сил армии, в то время как индейцы стремительно окружили лагерь американцев. Индейцев в этой битве возглавляли майами Маленькая Черепаха, шауни Синяя Куртка и делавар Баконгахелас. Офицеры пытались собрать своих солдат и организовать оборону. Продержавшись три часа, оставшиеся в живых солдаты и офицеры бежали, преследуемые индейцами, убивавшими бегущих американцев. Отступление было столь поспешным, что на поле боя осталось большое количество боеприпасов и провианта. Американцы потеряли почти тысячу человек убитыми и ранеными — по соотношению потерь к количеству сражавшихся это было самое тяжёлое поражение, которое когда-либо терпела армия США. 
После сражения президент Вашингтон заставил Сент-Клэра уйти со своего поста, а Конгресс США инициировал первое в истории страны расследование действий исполнительной власти. Поражение Сент-Клэра способствовало растущим разногласиям в Соединённых Штатах, постепенно приведшим к созданию первых политических партий. Оно также увеличило роль федерального правительства в развитии западных территорий и экспансии молодого государства, расширило полномочия президента США в формировании ополчения и дало импульс для создания новой армии, способной сломить сопротивление индейцев.

## Предыстория
Парижский мир 1783 года, завершивший Войну за независимость, распространил суверенитет Соединённых Штатов на все земли к востоку от Миссисипи, к северу от Флориды и к югу от Великих Озёр. Британская империя уступила эту территорию без учёта мнения своих индейских союзников, даже не упомянув их в договоре. Несмотря на заключённый мир, Британия продолжала удерживать многие военные посты на Старом Северо-Западе, ссылаясь на нарушения американцами условий соглашения, в частности, неуплату долгов лоялистам. Удерживая форт Мишилимакино на берегу пролива Макино, форты Детройт, Ниагару и Осуиго на озере Онтарио, а также форт Осуигатчи на реке Святого Лаврентия, британцы продолжали доминировать на водных путях и контролировать торговлю с индейцами, а также сохраняли присутствие своих агентов и офицеров на индейских землях.
Пока Испанская империя контролировала Флориду и Луизиану, а Британия — земли вокруг Великих озёр, индейские племена представляли серьёзную преграду для освоения американцами новых территорий. Конфликты и хаос на Западе продолжались несколько лет после завершения войны за независимость США. Индейцы и их британские союзники не намеревались передавать западные земли Соединённым Штатам. Индейские набеги угрожали заселению фронтира и прибылям крупных земельных компаний. Поселенцы, скваттеры и земельные спекулянты настаивали, что лишь федеральные власти могут избавить их от длительной войны с индейцами. Жители фронтира были нацеленным на запад авангардом национальной экспансии, но в то же время с недовольством и подозрением относились к властям на Востоке. По их мнению, федеральное правительство было безответственным и бессильным, когда дело доходило до защиты западных поселений. Пока население росло и продвигалось на запад, страну угрожала разделить напряжённость между регионами. Независимость США открыла территории для заселения, но многие из живших на окраинах первоначальных колоний были разочарованы распределением новых земель и действиями федерального правительства.
Между тем американскому правительству недоставало средств, чтобы отвести индейскую угрозу. Его военная позиция была слабой. Континентальная армия была распущена в конце войны с Британией и все солдаты демобилизованы, кроме 25 человек в форте Питт и небольшого гарнизона в Уэст-Пойнте. Многие конгрессмены были против постоянной армии и считали, что она не соответствует принципам нового государства. После роспуска Континентальной армии федеральные власти сформировали 1-й американский полк, предназначенный в первую очередь для защиты приграничных районов. Полк должен был включать 8 пехотных и 2 артиллерийские роты общей численностью в 700 человек. Рекрутов должны были поставлять ополчения четырёх штатов: Нью-Йорка, Нью-Джерси, Коннектикута и Пенсильвании. В действительности его численность редко превышала 500 человек. Поскольку Пенсильвания предоставила наибольшее количество солдат, ей было позволено выбрать командующего полком. Им стал Джосайя Хармар — бригадный генерал, ничем не отличившийся в войне за независимость. В 1785 году Конгресс Конфедерации санкционировал увеличение армии, а потом продлил срок службы до трёх лет. Но реальная численность армии так и осталась на уровне 500 человек. Рассеянная по аванпостам на западных рубежах, она была неэффективна для борьбы с индейцами и выполняла лишь полицейские функции.
В 1789 году в США вступила в действие новая конституция, согласно которой был учреждён Военный департамент в качестве одной из ветвей исполнительной власти правительства. Конституция давала право Конгрессу набирать армию, объявлять войну и вызывать ополчение из штатов. Конгресс санкционировал финансирование нового департамента, чтобы поддерживать федеральные военные учреждения, и сохранил полномочия определять численность вооружённых сил страны. Джордж Вашингтон, Артур Сент-Клэр, Генри Нокс и их сторонники, служившие в Континентальной армии, теперь занимали высокие должности и понимали, что молодому государству требуется постоянная армия. Федеральное правительство воспользовалось своим правом набрать армию, при этом штаты сохранили собственные ополчения. В апреле 1890 года Конгресс увеличил регулярную армию до 1273 офицеров и солдат сроком на три года, и добавил ещё 4 пехотные роты. Недостаточное финансирование, маленькое жалование, дезертирство, разногласия между штатами, коррумпированная система закупок оружия, продовольствия и обмундирования — всё это подрывало усилия по формированию новой федеральной армии.

## Экспансия США в Огайо

### Причины экспансии
Регион Северной Америки, находящийся к западу от Аппалачей, к северу от реки Огайо, и простиравшийся до озера Эри, был известен в XVIII веке как Огайская земля (англ. Ohio Country). Река Огайо имела  огромное значение для будущего молодого государства, а богатые земли вокруг неё были ключом к надеждам поселенцев, к обогащению крупных компаний и спекулянтов землёй. Безопасность страны, процветание и будущее зависели от захвата индейских территорий и превращения их в собственность американских граждан, что создало бы рынок новых земель. Индейская политика федеральных властей главным образом являлась политикой земли. Некоторые американские политики надеялись, что процесс захвата и отторжения земли пройдёт относительно бескровно, и индейцы будут отступать дальше на запад. Тем не менее ведение дел с коренными народами было возложено на Военный департамент.
К середине 1780-х годов федеральное правительство имело огромные долги. Внешний долг Франции, Испании и Голландии доходил до 12 миллионов долларов. Внутренний долг федерального правительства и штатов составлял около 42 и 25 миллионов соответственно. Население было недовольно повышением налогов, банкротство финансистов и разорение фермеров происходило повсюду. Кроме того, государственные учреждения и начинания требовали финансирования. Для оплаты вновь созданной армии требовались доходные статьи, а поднятие дохода зависело от солдат и офицеров: федеральные власти испытывали затруднения с заселением Огайо, пока там проживали воинственные индейские племена. В результате к лету 1786 года в США серьёзно обострилась экономическая обстановка. Сложилась ситуация, когда американское правительство оказалось не в состоянии обеспечить необходимое финансирование для нормального функционирования государства. 
Единственным источником дохода американского правительства был захват и продажа западных (индейских) земель. По этим причинам Конгресс был заинтересован как можно быстрее организовать заселение Огайо. Уже в 1784 году был принят составленный Томасом Джефферсоном Ордонанс 1784 года. В 1787 году на его основе был создан Ордонанс 1787 года, который установил упорядоченный процесс разделения будущих территорий и предусматривал этапы управления для каждого подразделения. На первом этапе Конгресс назначал губернатора, секретаря и трёх судей для управления территорией. На втором этапе, когда население территории достигнет 5000 свободных мужчин, её жители смогут избрать представительное собрание. Наконец, при достижении численности населения территории в 60 000 человек, она сможет составить свою конституцию и присоединиться к Соединённым Штатам. Позднее этот трёхэтапный путь стал прототипом организации территорий с последующим их принятием в качестве новых штатов.

### Племена Огайо
Индейское население Огайской земли катастрофически сократилось в XVII веке из-за распространения евразийских эпидемий и эскалации межплеменных войн. Однако в следующем столетии сюда устремились многие племена, вытесненные европейскими колонистами. Хотя индейцы сильно пострадали и сократились в численности из-за контактов с белыми людьми, они по-прежнему оставались основной силой в Огайо. Их отношения с правительством молодого государства были многосторонними, включающими множество племенных групп, каждая из которых проводила собственную политику с соседями и колониальными державами. Все племена Огайо представляли собой свободную конфедерацию поселений, связанных общим языком, культурой и узами родства.
Для делаваров и шауни движение и перемещение своих деревень практически превратилось в образ жизни во второй половине XVIII века. Строя заново свои поселения, они опирались на опыт прошлых лет, когда они формировали альянсы с другими племенами, с которыми они делили ресурсы и территорию. Делавары, прибывшие в Огайо, предприняли попытку консолидировать своё племя после долгих лет скитаний и изгнаний. Примерно в  1770 году майами пригласили их поселиться на своих землях. Делавары основали поселение на восточном берегу реки Сент-Джозеф и две деревни на Сент-Мэрис. Некоторые поселились западнее, в самом центре земель майами на реке Уайт-Ривер.  Во время войны за независимость США они оставались нейтральными, но это не спасло общину манси-христиан — 96 делаваров были зверски убиты американскими ополченцами в Огайо в марте 1782 года. 
Шауни покинули Огайскую землю во время Бобровых войн и рассеялись вдоль Великих озёр и по Юго-Востоку. Но к середине XVIII века большинство племени вернулось на свою родину. Их деревни находились вдоль рек Сайото, Маскингум и Грейт-Майами-Ривер. Общая численность их групп не превышала 2500 человек. Язык шауни стал лингва франка для общения и торговли между племенами Огайской земли. Белые торговцы часто женились на женщинах племени и оставались жить в деревнях шауни. Основной уклад жизни народа мало изменился с появлением европейцев на их землях, тем не менее жизнь шауни быстро менялась. Большинство членов племени продолжало вести тот же образ жизни, как и их предки, но некоторые демонстрировали уже начавшееся слияние культур, строя бревенчатые дома и разводя скот.
Продвигавшиеся на запад группы сенека и кайюга, известные как минго, также осели на Огайской земле. В их деревнях проживали беженцы из других племён, таких как саскуэханноки, тутело и сапони. Хотя конфедерация ирокезов заявляла о правах на охоту и суверенитете над большей частью Огайо с конца XVII века, минго всё чаще действовали независимо. Когда вспыхнуло Восстание Понтиака, многие минго объединились с соседними племенами в попытке изгнать британцев из Огайской земли. Вайандоты проживали в низовьях реки Сандаски и были тесно связаны с другими народами Огайо. Племена Уобашской конфедерации были привлечены в этот регион растущим присутствием белых торговцев, следовавших за мигрировавшими индейцами.
После окончания восстания Понтиака британские власти провели границу по водоразделу Аллеганских гор в соответствии с Королевской декларацией 1763 года. Была создана огромная индейская резервация, которая простиралась от Аппалачей до реки Миссисипи, и от Флориды до Квебека. Но в 1768 году ирокезы заключили с суперинтендантом индейского департамента Уильямом Джонсоном договор, согласно которому продали тысячи квадратных миль южнее реки Огайо британцам. Конфедерация ирокезов претендовала на эту территорию, но фактически она принадлежала шауни и их союзникам. Индейцы воспротивились вторжению белых и началась Война Данмора. После её окончания индейцы заключили мир и были вынуждены подтвердить границу своей территории по реке Огайо.
Индейцы Огайо осознавали своё положение между двумя быстро растущими державами — Соединёнными Штатами на юге и востоке и Британской Канадой на севере. Мало у кого из вождей оставались иллюзии насчёт того, что британцы будут верны всем заключённым с ними договорам, но они признавали, что северные соседи представляли меньшую из двух угроз и могли поддержать индейцев против экспансии США. Британские власти продолжали посылать своих агентов в Огайо и продвигали идею о превращении этого региона в независимую индейскую территорию, которая послужила бы буферной зоной между Канадой и США. Племена Огайо не сходились во мнениях по многим вопросах, но они соглашались, что новое молодое государство жаждет захватить их земли. Защита Огайской земли, являвшейся общим пространством, объединила разрозненные индейские племена.

### Начало экспансии
Соединённые Штаты приступили к программе национальной экспансии на Запад и первое наступление пришлось на Огайскую землю. Правительство США опасалось, что простое открытие территории для потока поселенцев будет угрожать общественному порядку до того, пока он будет установлен. В 1785 году был принят новый закон, Ордонанс 1785 года, в котором более подробно рассматривались вопросы обследования и продажи западных земель. Закон предполагал разделить новые земли на одинаковые секции площадью в одну квадратную милю. В отличие от других новых регионов, в которых поселенцы претендовали на участки неправильной формы и метили их границы по особенностям ландшафта, таким как холмы и реки, Огайская земля должна была быть измерена и поделена на квадраты, прежде чем её начнут продавать. 36 секций образовывали тауншип, площадью 23 040 акров. В сентябре 1785 года государственный географ Томас Хатчинс и землемеры из различных штатов измерили первые земельные участки на востоке Огайо, известные как Семь участков. Седьмая часть всех земель была выделена для ветеранов Континентальной армии, часть была зарезервирована под нужды системы образования и индейские резервации, а остальная территория продавалась на аукционах. Закон 1785 года установил образец для будущего заселения новых земель, по которому федеральное правительство исследовало, измеряло и делило территорию по мере продвижения на Запад.
Пока американское правительство планировало разделить и продать индейские земли, к 1785 году на территории севернее реки Огайо уже проживало 2200 семей белых. Сэмюэл Холден Парсонс, генерал Континентальной армии и комиссар по индейским сделкам от Коннектикута, характеризовал этих людей как «наши собственные белые индейцы», которые игнорировали законы и действовали исключительно в своих интересах. Военный министр Генри Нокс считал, что «если такое дерзкое неповиновение власти Соединённых Штатов останется безнаказанным», будет создан опасный прецедент. Федеральное правительство решило изгнать скваттеров, направив солдат и офицеров для строительства фортов Хармар и Стьюбен. Эти посты должны были служить базами для землемеров и солдат. Весной генерал Хармар отправил отряд солдат, приказав им сжигать и уничтожать всё имущество скваттеров, принуждая их покинуть Огайскую землю. Эти действия должны были способствовать сохранению мира с индейцами и резервировать земли под надзором американских властей и крупных земельных компаний. Но численность армии была слишком мала, чтобы справиться с этой задачей. Хармар был вынужден признать, что «невозможно предотвратить заселение земель», так как в регионе уже поселилось столько семей, что федеральные власти не могли воспрепятствовать незаконному захвату территории.
В марте 1784 года Конгресс создал комиссию для проведения переговоров с индейскими племенами. В октябре в форте Стануикс члены комиссии встретились с представителями ирокезов, вынудив тех отказаться от части земель в Нью-Йорке и Пенсильвании. Ирокезы также отказались от претензий на Огайскую землю. В 1785 и 1786 годах правительство США навязало договора большинству племён Огайо, претендуя на их землю по праву завоевания. У форта Макинтош комиссары Ричард Батлер, Артур Ли и Джордж Роджерс Кларк заявили лидерам делаваров, вайандотов, оджибве и оттава, что британские власти не позаботились о них, когда заключали мир, и теперь они должны подписать договор на тех условиях, какие покажутся надлежащими американскому правительству. Члены комиссии потребовали земли восточного и южного Огайо как плату за мир. На следующий год мекоче-шауни подписали аналогичный договор в форте Финни, отказавшись от своих претензий на землю к востоку от Грейт-Майами-Ривер. Произошло это благодаря стараниям старого вождя Молунты, но многие шауни были против любого соглашения с американцами. В конце 1786 года полковник Бенджамин Логан и 800 ополченцев из Кентукки вторглись в Огайо. Они сожгли деревню Молунты и убили всех мужчин, включая старого вождя. После этого большинство шауни перебралось ближе к деревням майами.
Многие вожди индейцев Огайо не присутствовали на встречах с американскими комиссарами и отказались принять их условия. В декабре 1786 года под Детройтом состоялся большой совет индейских племён. Присутствовали вожди шауни, ирокезов, вайандотов, делаваров, оджибве, оттава, потаватоми, майами, пианкашо, веа и чероки. Они направили послание в Конгресс, осуждавшее заключение договоров с отдельными группами индейцев. Вожди призвали правительство США заключать любые соглашения об уступках земель с единогласного одобрения всех членов индейской конфедерации. Прежние договора они объявили недействительными и просили американские власти о встрече для утверждения приемлемой границы. Лидеры индейцев также потребовали, чтобы федеральное правительство запретило поселенцам и землемерам находиться па Огайской земле. К тому времени, когда послание совета достигло Филадельфии, Конгресс уже принял Северо-западный ордонанс.

## Борьба за землю
В марте 1786 года группа жителей Новой Англии собралась в Бостоне, чтобы создать Компанию партнёров Огайо. Большинство собравшихся были ветеранами войны за независимость, которым не заплатили надлежащим образом за службу. Секретарём компании был избран Уинтроп Сарджент, бывший землемер, производивший замеры в Семи участках, а директорами назначены Сэмюэл Холден Парсонс, Манасси Катлер и Руфус Патнам. По замыслу организаторов компании, продавая акции земельным спекулянтам, они должны были выручить до одного миллиона континентальными банкнотами, а затем приобрести 1,5 миллиона акров земли у Конгресса с целью заселить Огайскую землю ветеранами из Новой Англии. Члены компании стали продвигать свою схему как возможность для цивилизованного заселения Запада и уплаты национального долга, которую федеральные власти не могли себе позволить упустить. Катлер продал доли в компании ведущим правительственным чиновникам, включая секретаря Казначейского совета Уильяма Дрьюэра и президента Конгресса Артура Сент-Клэра.
В июле 1787 года Конгресс принял постановление о Северо-Западной территории и распорядился, чтобы Казначейский совет заключил контракт с Компанией партнёров Огайо, в результате которого ей был выделен грант в 5 миллионов акров земли. Как писал историк Уайли Суорд в 1985 году, первым лицам компании удалось провернуть «первую крупномасштабную сделку с недвижимостью в стране». Одновременное создание Северо-Западной территории и выделение гранта Компании партнёров Огайо необычайно стимулировали движение поселенцев на Запад. Губернатором новой территории был назначен Сент-Клэр, Парсонс становился судьёй, Сарджент — секретарём. Административным центром Северо-Западной территории стало поселение Мариетта, основанное  в месте слияния рек Маскингум и Огайо Руфусом Патнамом. В 1789 году Джосайя Хармар, также являвшийся собственником Компании партнёров Огайо, построил форт Вашингтон в городке Лозантвилл, чтобы защитить поселенцев. В январе 1790 года Сент-Клэр переименовал Лозантвилл в Цинциннати и перенёс туда столицу.
После образования Северо-Западной территории её губернатор получил указание заключить мирное соглашение с индейцами. Конгресс утвердил и профинансировал Сент-Клэру сбор вождей индейских племён, чтобы заставить их подтвердить прежние уступки земель. Губернатор не должен был отступать от уже заключённых договоров, если только не удастся добиться их изменения в пользу Соединённых Штатов. В декабре 1788 года около 200 лидеров индейцев встретились с Сент-Клэром в форте Хармар. Губернатор проигнорировал все требования вождей, вновь напомнив им о том, что британцы сдали их земли. Пользуясь разногласием между племенами, Сент-Клэр смог уговорить вождей поставить подписи под договором. Бескомпромиссное поведение представителя США убедило индейцев в тщетности переговоров с американцами и многие из подписавших договор вскоре отказались от него. 
Договор в форте Хармар не принёс мира между коренными народами и белыми поселенцами. Миграция белых людей только возрастала и на индейские земли прибывало до 10 000 поселенцев в год. Поощряемые британскими агентами, поставлявшими оружие и припасы, шауни, делавары, майами, оттава, вайандоты, минго, оджибве, потаватоми и кикапу продолжили нападения на пограничные поселения, убив в период с 1783 по 1790 год около 1500 белых людей. В свою очередь, вдохновлённые премиями за скальпы и жаждой земли, поселенцы убивали без разбора как враждебных, так и дружественных индейцев. Спекулянты землёй и поселенцы призвали федеральные власти применить армию, чтобы предотвратить убийства на фронтире. Влиятельные представители Компании партнёров Огайо выступали в Конгрессе, призывая правительство обеспечить защиту своих граждан. Они утверждали, что, заключив контракт с Казначейским советом, были полностью уверены, что новые земли будут защищены от нападений индейцев, поскольку без обеспечения этой защитой заселение Северо-Западной территории будет обречено на провал.

## Кампания Хармара
Осенью 1789 года  Джордж Вашингтон поручил генералу Сент-Клэру заключить мир с индейцами Огайо, применив силу лишь в крайнем случае. При этом президент США добавил, что если индейцы останутся враждебны по отношению к американцам, то правительство будет «вынуждено сурово покарать их». Следуя инструкциям Вашингтона и готовясь к военным действиям, генерал продолжал держаться за возможность разрешить конфликт миром. Весной 1790 года Сент-Клэр послал торговца Антуана Гамелена к племенам Уобашской конфедерации. Гамелен встретился с представителями пианкашо, веа и кикапу в апреле, но они не стали ничего обещать, сославшись на то, что им надо посоветоваться с вождями майами. В Кекионге он держал совет с лидерами майами и шауни, но и они не дали никакого ответа. Спустя некоторое время племена Уобашской конфедерации возобновили набеги на Кентукки и приграничные районы. Летом военные отряды индейцев начали похищать скот переселенцев и нападать на торговые суда на реке Огайо. Узнав об этом и прочитав рапорт Гамелена, Сент-Клэр пришёл к выводу, что добиться результата с помощью дипломатии невозможно, и решил начать военные действия, послав экспедицию Хармара.

### Начало кампании
Хармар выступил из форта Вашингтон 30 сентября 1790 года. Под его руководством находились 320 солдат 1-го американского полка и 1133 ополченца из Кентукки и Пенсильвании. Это армия была крупнейшей из когда-либо посланных против индейцев долины реки Огайо. Многие ополченцы были уже в возрасте или совсем юными, едва способными держать оружие. Хармар получил приказ уничтожить селения майами и убивать всех индейцев, которые будут сопротивляться. В то же время майор Джон Хамтрамк покинул Винсенс с тремя сотнями солдат регулярных войск и тремястами кентуккийских ополченцев. Он направился в страну майами с запада, тогда как армия Хармара двигалась туда с востока. Чтобы не провоцировать конфликт с Британией, Нокс приказал Сент-Клэру уведомить командующего фортом Детройт о том, что экспедиция направлена исключительно против индейцев и не причинит вреда британским постам. Узнав о кампании Хармара, британцы наблюдали за ней и поощряли индейцев к сражению против американцев. Двигаясь к селениям майами, Сент-Клэр послал сообщения минго, оттава и вайандотам, заверяя их, что не причинит им вреда. Он уведомил их вождей, что собирается покарать лишь те племена, которые совершают набеги на американские поселения. Оттава, минго и вайандоты не поверили Хармару и приготовились сражаться.
11 октября Хамтрамк обнаружил покинутую деревню пианкашо в устье реки Вермилион. Он сжёг жилища и посевы индейцев, а затем решил вернуться в Винсенс. Позднее своё решение Хамтрамк аргументировал недостатком продовольствия и ненадёжностью ополченцев. Войско Хармара 17 октября достигло Кекионги, которая также оказалась покинутой. Майами, шауни и их союзники были хорошо информированы о численности и передвижениях американцев и смогли собрать около 600 воинов. Индейцы решили оставить свои поселения, заманить Хармара в ловушку и нанести удар. Обнаруженное в деревне большое количество кукурузы и овощей Хармар приказал сжечь. Утром 18 октября группа солдат под командованием подполковника Джеймса Троттера выехала в сторону деревни кикапу. Они обнаружили, убили и скальпировали двух индейцев. Армия Хармара провела три дня, сжигая окружающие индейские деревни и всё продовольствие, которое удалось найти. По подсчётам генерала, было уничтожено 5 поселений и 20 000 бушелей кукурузы.

### Поражение Хардина
19 октября Хармар перебросил свои основные силы к селению шауни Чилликоте, примерно в двух милях к востоку от Кекионги. В тот же день генерал отправил полковника Джона Хардина на поиски индейцев. Силы Хардина состояли из 180 ополченцев, включая отряд кавалерии под командованием майора Джеймса Фонтейна, и 30 солдат регулярных войск под командованием капитана Джона Армстронга. Во время продвижения американцы столкнулись с конным индейским воином, который скрылся. В этот момент Хардин заметил отсутствие роты капитана Фолкнера и отправил Фонтейна за ней. Остальная часть его отряда быстро последовала за одиноким индейцем. Конный воин был приманкой и завёл людей полковника в болотистую местность, где индейцы устроили засаду. Поредевшая армия Хардина растянулась почти на полмили, следуя по тропе. Услышав выстрел, капитан Армстронг пытался предупредить полковника о возможной засаде, но тот не обратил на его слова внимания.
Въехав на небольшой луг, Хардин обнаружил разбросанный индейский скарб. Ополченцы собрались вокруг горящего костра и начали собирать вещи, в этот момент индейцы открыли огонь. От первого залпа погибли несколько ополченцев, в том числе сын известного кентуккийца Чарльза Скотта. Джон Армстронг сформировал линию из своих солдат и 8 ополченцев, но большая часть отряда Хардина попыталась скрыться, побросав свои мушкеты. Индейцы бросились в атаку и начался рукопашный бой. Выжили только 8 из 30 солдат Армстронга, включая самого капитана, который смог спрятаться в болоте. Джеймс Фонтейн, вернувшись с отставшей ротой Фолкнера, столкнулся с бегущими ополченцами. Они сформировали новую линию, к которой присоединился полковник Хардин. Отбив атаку индейцев, американцы продолжили своё отступление. С наступлением темноты остатки отряда Хардина вернулись на базу в Чилликоте, потеряв убитыми около 60 человек.

### Сражение при Кекионге
После прибытия отряда Хардина Хармар обнаружил, что около 100 ополченцев и большая часть регулярных войск, пропали без вести. Генерал был в ярости, когда пришедший в лагерь на следующий день Армстронг сообщил ему о дезертирстве ополченцев. Капитан также заявил, что индейцев было не более сотни и многие из них были вооружены лишь холодным оружием. Понимая, что поражение Хардина деморализовало его армию, Хармар начал готовиться к возвращению в форт Вашингтон. Утром 21 октября его войско двинулось на юг. Американцы прошли около восьми миль, после чего разбили лагерь. В тот вечер в лагерь прибыли разведчики и сообщили, что более 100 индейцев вернулись в Кекионгу. Генерал решил послать войско под командованием майора Джона Уиллиса, чтобы атаковать индейцев. Хармар надеялся таким образом восстановить престиж армии и отбить у индейцев охоту атаковать его войско на обратном пути. 
Армия Уиллиса состояла из 60 солдат регулярных войск, 40 конных солдат под командованием майора Фонтейна и 400 ополченцев под командованием полковника Хардина и майоров Горацио Холла и Джеймса Макмаллана. На рассвете 22 октября Уиллис остановился около реки Моми и разделил свои силы на четыре отряда, один из которых возглавил он сам, а другие Фонтейн, Хардин и Холл. Уиллис должен был пересечь Моми и отправиться на поиски индейцев, а отряды Хардина и Холла двинулись на запад, чтобы занять позиции на берегу реки Сент-Джозеф. Уиллис планировал атаковать индейцев и заставить их бежать в западном направлении, где их уже будут ждать солдаты Хардина и Холла.
Холл и Хардин почти достигли своей позиции, когда прозвучал случайный выстрел. Неясно, кто выстрелил первым, но звук встревожил индейцев в Кекионге. Обнаружив людей Уиллиса и Фонтейна, индейцы атаковали их. Майор Фонтейн был убит и его отряд начал отступать. Уиллис перегруппировал свои силы и перешёл в контратаку. Ополченцы под руководством майора Макмаллана стали преследовать небольшую группу индейцев и солдаты Уиллиса остались без поддержки. После короткой перестрелки они оказались в ловушке и были вынуждены сражаться на равнине, где невозможно было отыскать укрытие. Через несколько минут бой перешёл в рукопашную схватку. Выжившие американцы бежали через реку Сент-Джозеф, чтобы присоединиться к отряду под командованием Хардина. Майами и шауни атаковали Хардина с трёх сторон. Ожидая подкрепления от Хармара, полковник защищал свою позицию более трёх часов, прежде чем, наконец, отступить, чтобы присоединиться к остальной армии.
Отряд майора Холла форсировал реку Сент-Джозеф и присоединился к ополченцам Макмаллана. Объединённая группа двинулась к Кекионге, но не обнаружила там индейцев и направилась к лагерю Хармара. Выжившие ополченцы, которые возвращались к основным силам, были охвачены паникой, и казалось, что вся армия Хармара готова обратиться в бегство. Генерал в очередной раз был разочарован действиями ополченцев и вновь винил их в поражении. В этом сражении было убито более 50 солдат регулярной армии, включая офицеров Уиллиса и Фонтейна, и около 100 ополченцев. Потери индейцев неизвестны, но Хармар сообщал о сотне убитых. Американское войско перегруппировалось и направилось в форт Вашингтон, куда прибыло 3 ноября.

### Окончание кампании и последствия
Пока Хармар двигался в сторону форта Вашингтон, лидеры индейской конфедерации рассматривали возможность нанесения ещё одного удара по его силам, но лунное затмение, длившееся почти два часа, было истолковано шаманами оттава как событие, предрекающее плохие последствия. Оттава и большинство воинов других племён покинули индейский лагерь. Немногочисленные оставшиеся майами и шауни не стали преследовать отступавшее американское войско.
Потери американцев убитыми в результате экспедиции составили около 200 человек, но Хармар в своих отчётах заявил о своей победе. Сент-Клэр, в свою очередь, отправил рапорт военному министру Ноксу о полном успехе кампании. Но вскоре стало ясно, что, несмотря на браваду Хармара, экспедиция окончилась провалом. Генерал рапортовал об уничтоженных индейских селениях и признавал потери, сообщая, что «дикари дрались отчаянно». Между тем вернувшиеся живыми ополченцы призывали готовиться к индейским набегам. Они обвинили Хармара в трусости, пьянстве и общей некомпетентности. Когда эти слухи дошли до Вашингтона, он резко высказался о генерале: «Я мало чего ожидал с того момента, как услышал, что он пьяница». Нокс информировал Хармара, что президент крайне недоволен его действиями. Была создана следственная комиссия, которая оправдала генерала, но его репутации это не помогло. Хармар вышел в отставку и получил чин генерал-адъютанта Пенсильвании.
Исход кампании Хармара стал ударом для многочисленных спекулянтов землёй — сопротивление индейцев рушило их планы. Разгром экспедиции привёл к усилению нападений на фронтир по всей Северо-Западной территории. Отступая от традиции, стремившейся ограничить боевые действия в зимнее время года, военные отряды индейцев атаковали поселения севернее реки Огайо. В январе 1791 года делавары и вайандоты совершили рейд на новое поселение американцев на восточном берегу реки Маскингум, убив 14 человек. Через несколько дней шауни, майами, потаватоми, оттава, оджибве и минго атаковали станцию Данлапа, взяв её в осаду. Они убили одного поселенца, а землемера Эйбнера Ханта казнили на виду обитателей станции. Индейские набеги продолжались, и мигранты, представляющие заселение Огайской земли как мирный и упорядоченный процесс, столкнулись с полномасштабной войной на фронтире.

## Кампания Сент-Клэра

### Подготовка к кампании
Многочисленные жалобы поселенцев новой территории, кризис с продажей земли и озабоченность крупных земельных спекулянтов подтолкнули американское правительство к решительным действиям. Военный министр Нокс запросил у Конгресса увеличение армии до 3000 человек — 1200 регулярных солдат и офицеров, 1300 ополченцев и 500 рейнджеров. 3 марта 1791 года Конгресс принял закон о формировании 2-го пехотного полка для Военного ведомства Соединённых Штатов численностью 912 человек. Закон также уполномочил президента страны набрать 2000 ополченцев сроком на шесть месяцев. На следующий день после принятия закона Вашингтон назначил Сент-Клэра командующим американской армией. Ополченцы были собраны в форте Питт, а затем направились к форту Вашингтон для подготовки к началу экспедиции. Нокс приказал Сент-Клэру подготовить свою армию к маршу на Кекионгу и строительству там форта. По замыслу военного министра, большой аванпост с гарнизоном в тысячу человек должен был помешать оттава и оджибве, проживающим севернее Огайо, присоединиться к враждебным индейцам. Нокс также был уверен, что дисциплинированная армия американцев разобьёт плохо организованных индейцев. 
Подготавливая армию к карательной экспедиции, правительство США решило заручиться поддержкой ирокезов, проживающих на востоке. Сенатор Руфус Кинг в начале 1791 года заявил, что «что сама возможность войны с шестью нациями разрушила бы наш фронтир». Желая удержать сенека от присоединения к индейскому альянсу, власти США обратились к вождю Сажателю Кукурузы, чтобы он выступил в качестве эмиссара к племенам Огайо. Трое лидеров сенека посетили Филадельфию и встретились с Вашингтоном. Сажатель Кукурузы заверил президента в миролюбивых намерениях ирокезов, проживающих в Пенсильвании и Нью-Йорке. В течение месяца после отбытия вождей правительство предприняло организацию миссии лидеров сенека к реке Уобаш. Сопровождать индейцев должен был полковник Томас Проктор, участник карательной Экспедиции Салливана. Проктор посетил вождей ирокезов в резервации Баффало-Крик и убедился в нежелании многих лидеров следовать с ним. Лишь шесть вождей согласились отправиться вместе с ним в Огайо. Миссия Проктора, длившаяся почти два месяца, не принесла результата — племена Огайо не были готовы заключить мирное соглашение.

### Поход Скотта
Пока шла подготовка к кампании, Сент-Клэр в начале мая встретился с лидером кентуккийских ополченцев Чарльзом Скоттом. Скотту было приказано организовать и провести поход против племён Уобашской конфедерации в качестве отвлечения от основных сил кампании. Бригадный генерал Скотт и его 800 конных ополченцев были готовы выступить 10 мая, но поход был отсрочен в ожидании информации от мирной делегации. От полковника Проктора не было получено вестей и дальнейшая задержка была сочтена неразумной, поскольку срок службы ополченцев был ограничен. 23 мая Скотт начал путь к индейским деревням на Уобаше.    
Лидеры индейского союза, зная о готовящемся вторжении американцев, предположили, что целью похода Скотта была Кекионга, как и у кампании Хармара годом ранее. По словам британского агента Александра Макки, около 2000 воинов собрались в Кекионге, чтобы встретить кентуккийцев. Но 1 июня Скотт вышел к берегам Уобаша около поселения веа Уитенон. Будучи обнаруженным, бригадный генерал приказал своим силам начать атаку. Индейцы начали отступать, пытаясь в каноэ переправиться на другой берег. Скотт приказал подполковнику Джеймсу Уилкинсону с первым батальоном направиться к берегу реки, что бы овладеть им и открыть огонь по каноэ веа. Часть жителей деревни уже смогла перебраться в деревню кикапу, находящуюся на противоположном берегу. Несмотря на огонь воинов-кикапу, солдаты Уилкинсона уничтожили всех индейцев в пяти каноэ.
Скотт приказал сжечь деревню и уничтожить урожай, а затем отправил Уилкинсона с отрядом из 360 человек вверх по реке в другие индейские селения. Ополченцы оставались близ Уитенона до 4 июня, уничтожая соседние деревни. В своём рапорте Скотт сообщил, что были убиты 32 индейца и захвачены 58 пленных, в основном женщины и дети. Бригадный генерал освободил некоторых пожилых мужчин, чтобы они отправились на поиски соплеменников с предложением заключить мир. 15 июня войско Скотта прибыло в форт Стьюбен. Уничтожение Уитенона и соседних деревень отдалило веа от индейской конфедерации.

### Рейд Уилкинсона
Сент-Клэр покинул Филадельфию 23 марта 1791 года, но, задержавшись в пути из-за болезни, он не смог вовремя достичь форта Вашингтон и принял командование в середине мая. Кампания должна была начаться в июле, но из-за множества проблем дату перенесли. 1 августа Сент-Клэр приказал Джеймсу Уилкинсону с 523 конными солдатами отправиться в рейд в долину Уобаша. Подполковник должен был вторично атаковать деревни веа и их соседей. Покинув форт Вашингтон, Уилкинсон отправился в сторону Кекионги, а затем повернул на запад, где находились деревни майами и веа. Он атаковал и предал огню несколько индейских селений вдоль реки Ил. 
Жертвами его нападения стали 6 убитых мужчин, 2 женщины и ребёнок. 34 майами были взяты в плен, в основном женщины и дети. Одной из пленниц была дочь военного вождя Маленькой Черепахи. Солдаты потеряли двух человек убитыми, ещё один был ранен. На следующий день люди Уилкинсона сожгли все посевы и ликвидировали всё продовольствие. Отказавшись от нападения на деревни кикапу, подполковник направился к Уитенону. Веа уже отстроили заново свои дома и вновь засеяли поля. Солдаты вновь сожгли селение и уничтожили посевы кукурузы. Уилкинсон преувеличил отчёт о своём рейде, сообщая, что он уничтожил «главный город» племени веа. Вашингтон остался доволен действиями подполковника и поблагодарил его в специальном послании.

### Проблемы кампании
Сент-Клэр, как и президент США, остался доволен рейдом Уилкинсона, не подозревая, что он возымел обратный эффект. Многие вожди племён Огайо рассматривали возможность заключения мира с американцами, но когда они узнали о нападениях солдат, стали готовиться к войне. Многочисленные проблемы со снабжением и снаряжением, которые происходили из-за коррупции и некомпетентности, значительно замедлили подготовку американского войска к кампании. Обмундирование для солдат было плохого качества, сёдла для лошадей были слишком велики и их пришлось заменять. Назначенный Конгрессом заместителем командующего Ричард Батлер жаловался на палатки, которые подходили только для летних экспедиций. Майор Фергюсон, командовавший артиллерией, сообщал, что бочонки с порохом непрочные, а бумага для патронов низкого сорта. Нокс заменил квартирмейстера армии, но это не изменило ситуацию.  
В течение лета войска прибывали в распоряжение Сент-Клэра. Многие новобранцы были плохо обученными и недисциплинированными. Сент-Клэр объявил набор волонтёров на федеральную службу, но кентуккийцы не спешили к нему присоединиться. Опытные в войнах с индейцами Скотт и Уилкинсон не желали служить под командованием человека, которому не доверяли, к тому же Сент-Клэр обвинил население Кентукки в эскалации конфликтов с племенами Огайо. В конце концов Военный совет Кентукки набрал тысячу граждан, которых возглавил полковник Уильям Олдем. Генерал-адъютант Сарджент так охарактеризовал этих волонтёров: «Собранные из отбросов больших городов, ослабевшие от безделья, дебошей и всех разновидностей порока, они не могли стать компетентными в нелёгких обязанностях индейской войны». Многие из них позже дезертировали. С другими частями ситуация была не лучше. 1-й полк почти полностью состоял из неопытных рекрутов, которые никогда не воевали с индейцами. Сент-Клэр понимал, что многие его солдаты нуждаются в обучении, но из-за задержек и проволочек время было упущено и армии пора было выдвигаться.

### Ход кампании
Проблемы и разочарования, связанные с подготовкой к экспедиции, заставили Сент-Клэра усомниться в продолжении кампании осенью. Но он знал, что правительство нуждается в его успехе после неудачи Хармара. Под давлением Вашингтона и Нокса Сент-Клэр не имел иного выбора, кроме продвижения вперёд. Батлер, квартирмейстер и три роты 2-го полка прибыли в распоряжение генерала лишь 10 сентября. В своём послании Сент-Клэр заверил военного министра, что предпримет все возможные усилия для успешного завершения экспедиции. Он также сообщил Ноксу, что численность его войска составляет около 2300 человек. Армия направилась на север из форта Вашингтон по известной индейской дороге, ведущей к реке Оглейз. Дорога оказалась размытой и обозы с багажом отстали, солдатам приходилось ночевать в лесу на сырой земле без шинелей и одеял. В 37 км к северу от форта Вашингтон Сент-Клэр решил построить аванпост, который бы служил пунктом снабжения его армии. Укрепление получило название «форт Гамильтон» в честь министра финансов США.  
27 сентября Сент-Клэр приказал Батлеру двинуться маршем на север, оставив в недостроенном форте Гамильтон гарнизон из больных солдат, непригодных для экспедиции. Батлер должен был продвигаться двумя колоннами по двум параллельным дорогам, такой порядок движения позволял солдатам в случае атаки быстро образовать построение для битвы. Сам генерал отправился в форт Вашингтон, а затем в Лексингтон, чтобы пополнить свою армию кентуккийскими ополченцами. В отсутствие Сент-Клэра, Батлер, раздражённый медленным продвижением войска, отдал распоряжение выстроиться в одну колонну. Местность была труднопроходимой и пехотинцам приходилось прорубать себе путь через заросли. 
К 8 октября, когда Сент-Клэр вновь присоединился к экспедиции, армия смогла преодолеть лишь около 35 км. Тем же вечером генерал резко раскритиковал своего заместителя за изменения порядка продвижения. Батлер оскорбился и в дальнейшем намеренно избегал своего командира. 
Приняв на себя командование, Сент-Клэр обнаружил, что обещанное продовольствие не прибыло. К 12 октября запаса муки оставалось на три дня и генерал приказал остановиться, чтобы возвести ещё одно укрепление. Общий путь, пройденный армией из форта Вашингтон, составил немногим более 110 км. Строительство нового форта двигалось медленно из-за нехватки инструментов, поскольку в наличии имелось лишь 80 топоров, одна двуручная пила и один колун. За исключением солдат, назначенных на строительные работы, остальная часть армии ютилась в маленьких палатках, предназначенных для летних кампаний. Постоянно лил дождь и дул холодный ветер, пайков недоставало и многие солдаты заболели. Большое количество лошадей погибло от недостатка фуража. Кампания существенно отстала от графика, а болезни и дезертирство сократили ряды солдат. Сент-Клэру, страдавшему от подагры, с трудом удавалось поддерживать порядок, особенно среди ополченцев и новобранцев. Индейцы постоянно следовали за его армией и периодически происходили перестрелки. 23 октября двое артиллеристов, пытавшиеся бежать, и один наёмник, приговорённый за убийство солдата и угрозы офицеру, были повешены. На следующий день войско покинуло пост, названный фортом Джефферсон, оставив в нём около 120 человек, неспособных идти дальше.
Ситуация с продовольствием продолжала оставаться критической и армия Сент-Клэра по-прежнему ожидала обозов с припасами. В рядах ополченцев и наёмников росло недовольство. 27 октября к Сент-Клэру прибыли 20 воинов-чикасо, которых возглавлял вождь Пиоминго. Чикасо были традиционными врагами племён Огайо, особенно сильная вражда была у них с кикапу. Через два дня чикасо в сопровождении капитана Ричарда Спаркса отправились на разведку. Они планировали отсутствовать не менее 10 дней. 31 октября дезертировали ещё 60 ополченцев из Кентукки. Беспокоясь, что они могут ограбить подходившие обозы, генерал послал за ними Джона Хамтрамка с 1-м полком, лишив своё войско наиболее подготовленных бойцов. Пока его люди с большим трудом продвигались вперёд, Сент-Клэр по-прежнему был уверен, что индейцы не потревожат американскую армию в пути, и он сможет достичь Кекионги без боя. Пиоминго и его воины повстречали нескольких индейцев, но не обнаружили большое скопление врага. 3 ноября Сент-Клэр решил сделать привал и его армия встала лагерем. Генерал предполагал, что они находились у реки Сент-Мэрис, но он ошибался. В действительности его армия расположилась в верховьях Уобаша и до Кекионги ещё оставалось более 70 км.

## Индейская конфедерация
Коренные народы, проживавшие на Огайской земле, имели давние традиции местных союзов, взывавших к культурным и духовным связям для формирования борьбы за независимость против общего врага. Альянс связывал племена и их поселения воедино ради экономических, социальных и военных нужд, при этом давал им свободу для независимых действий. Народы, входившие в союз, не воевали друг против друга, но не обязаны были поддерживать своих союзников в сражениях с другими племенами или колониальными державами. В 1763 году индейцы Великих озёр и Огайской земли объединились в коалицию в войне против британцев. Во время Американской революции большинство этих племён поддержало Британию.
Вторжение кентуккийских ополченцев полковника Логана осенью того же года породило бурную дипломатическую активность многих лидеров племён. Когда в 1785 и 1786 годах американские власти заключили несколько договоров с некоторыми вождями, вынудив их уступить часть Огайской земли, большинство индейцев этого региона отвергло эти соглашения на совете, который состоялся в декабре 1786 года у форта Детройт. Вожди понимали, что лишь создав единый союз племён, они смогут противостоять американскому вторжению. Индейские племена, образовавшие конфедерацию, были рассеяны по огромной территории, говорили на разных языках и вели автономное существование. Они действовали на уровне группы или деревни в соответствии с родственными связями и согласием. В состав конфедерации входили майами, веа, пианкашо, кикапу, минго, вайандоты, делавары, шауни, оттава, оджибве, потаватоми, а также небольшое количество чероки и нантикоков. И на войне, и в мирное время вожди обладали лишь ограниченными полномочиями. Их влияние зависело от доблести и отваги во время войны, их эффективности в мирное время, и желания соплеменников прислушиваться к их советам и следовать за ними.
К 1790 году центром конфедерации стало скопление поселений вокруг Кекионги, главной деревни майами. Тут собрались сотни беженцев из различных мест, подальше от американских поселений и поблизости от британских припасов и поддержки. Кекионга и близлежащие деревни представляли собой многонациональное сообщество, состоящее из сотен вигвамов и бревенчатых домов. В то время, когда от его обитателей требовали лояльности и британцы, и американцы, оно предоставляло индейским племенам последний район, из которого они могли защищать свои земли в Огайо и ожидать неизбежного вторжения американских поселенцев.
Формирование и содержание конфедерации зависело от ведущих вождей индейских племён, их харизмы и репутации, ораторских способностей и боевых заслуг. Когда Хармар начал свою кампанию, Маленькая Черепаха возглавлял воинов в сражении с Хардином; шауни управляли несколько собственных вождей; Баконгахелас вёл делаваров, а Эгушава — бойцов Совета трёх огней. Индейская конфедерация не состояла исключительно из коренных народов. Обитавшие среди них торговцы и британские агенты часто поддерживали индейцев. Часть воинов была метисами и имела смешанное происхождение. Жившие среди туземных племён бывшие белые пленники разделяли отношение индейцев к вторжению американцев. Кампания Хармара укрепила конфедерацию, а его поражение вдохновило сомневающихся вступить в её ряды. В Кекионгу приходили и уходили военные отряды, принося известия о намерениях и продвижении врага. В конце апреля 1791 года оджибве из области залива Сагино, убившие четверых американцев, прибыли туда с документами, которые им удалось захватить. В них сообщалось, что американцы снова планируют напасть на индейцев Огайо. Чтобы не оказаться застигнутыми врасплох, воины альянса стали готовиться к сражению. Когда поступили сведения о продвижении армии Сент-Клэра, индейцы стали выдвигаться к Кекионге и ждать развития событий.

## Битва

### Действия индейцев
В то время как разведчики Сент-Клэра не обнаружили следов врага, индейцы следили за его армией. Отряды воинов докладывали о мощи американского войска, проблемах с дезертирами и снабжением. То, что их не смогли обнаружить даже чикасо, говорит об эффективности разведывательных групп. Ведущие вожди конфедерации собирали сведения, планировали стратегию сражения и выбирали время для атаки. Пока американцы медленно продвигались сквозь леса и заросли, мобильные индейские отряды легко покрывали расстояние между Кекионгой — их базой снабжения — и приближающейся армией Сент-Клэра. Тогда как многие солдаты генерала были новобранцами, не принимавшими участия в вооружённых конфликтах, большинство индейских воинов были опытными бойцами.
28 октября индейское войско покинуло Кекионгу и выдвинулось навстречу армии Сент-Клэра. Ирландец Саймон Герти, давно проживающий среди индейцев, насчитал 1040 воинов. Он писал британскому агенту Александру Макки, что «никогда ещё индейцы не были так настроены на встречу с врагом, и более уверены в успехе». Преодолев более 80 км за четыре дня, воины конфедерации достигли верховьев Уобаша и поджидали американцев. 3 ноября их разведчики сообщили, что армия Сент-Клэра находится недалеко от позиций индейцев. Осторожно продвигаясь вперёд, индейские воины остановились примерно в трёх километрах от расположившихся американцев. Отложив нападение на утро следующего дня, они стали готовиться к битве.

### Лагерь Сент-Клэра перед битвой
Армия Сент-Клэра:
Командующий генерал-майор Артур Сент-Клэр, заместитель командующего генерал-майор Ричард Батлер †, адъютанты лейтенант Эбенезер Денни и Луи де Морис (Р), генерал-адъютант полковник Уинтроп Сарджент (Р), генерал-квартирмейстер Сэмюэл Ходждон (О)
- 1-й американский полк, командир майор Джон Хамтрамк (О), заместители майор Дэвид Зиглер (О), капитан Томас Дойл (Р)
- 2-й американский полк, командир подполковник Джеймс Уилкинсон (О), заместитель майор Джонатан Харт †
  - рота капитана Роберта Кирквуда †
  - рота капитана Сэмюэла Ньюмана †
  - рота капитана Патрика Фелона †
  - рота капитана Джозефа Шейлора (О), заместитель лейтенант Расселл Бисселл
- Артиллерийский батальон, командир майор Уильям Фергюсон †
  - рота капитана Махлона Форда (Р)
  - рота капитана Джеймса Брэдфорда †
- 1-й добровольческий полк, командир подполковник Уильям Дарк (Р)
  - Мэрилендский батальон, командир майор Генри Гейтер (Р)
    - рота капитана Уильяма Бьюкенена (Р)
    - рота капитана Генри Карберри
    - рота капитана Бенджамина Прайса †
    - рота капитана Ван Сверингена †

  - Объединённый Виргинский Горный батальон, командир майор Джордж Бединджер (О), заместитель капитан Николас Ханна 
    - рота капитана Джозефа Брока
    - рота капитана Джозефа Дарка †
    - рота капитана Джейкоба Типтона †
- 2-й добровольческий полк, командир подполковник Джордж Гибсон †
  - Восточнопенсильванский батальон, командир майор Томас Батлер (Р)
    - рота капитана Уильяма Пауэра
    - рота капитана Уильяма Парди †
    - рота капитана Джейкоба Слау (Р)
    - рота капитана Джона Смита †

  - Западнопенсильванский батальон, командир майор Джон Кларк (Р)
    - рота капитана Эдварда Батлера
    - рота капитана Йоханна Криббса †
    - рота капитана Джона Гатри †
    - рота капитана Ричарда Спаркса (О), заместитель лейтенант Джордж Лукенс †

  - Нью-джерсийский батальон, командир майор Томас Паттерсон
    - рота капитана Зебулона Пайка
    - рота капитана Уильяма Пайатта †
    - рота капитана Джонатана Ракасла
- Драгунские роты, командир капитан Александр Трумэн (Р)
  - рота капитана Александра Трумэна (Р)
  - рота капитана Джонатана Сноудена (Р)
- Стрелковая рота пенсильванского ополчения, командир капитан Уильям Фолкнер
- Кентуккийское ополчение, командир подполковник Уильям Олдем †, заместитель майор Джеймс Браун
  - рота капитана Джеймса Эллиса
  - рота капитана Пресли Грея †
  - рота капитана Джеймса Лемона †
  - рота капитана Джорджа Мэддисона (Р)
  - рота капитана Джона Томаса (Р)
  - рота капитана Сэмюэла Уэллса

Примечания:
† — убит, (Р) — ранен, (О) — отсутствовал
Около 1100 регулярных солдат и ополченцев расположились лагерем двумя параллельными рядами, на расстоянии около 65 метров один от другого, на слегка возвышенной местности над рекой, окружённой лесом. Правый фланг армии, под командованием Ричарда Батлера, состоявший из батальонов майора Томаса Батлера, майора Джона Кларка, и майора Томаса Паттерсона, образовывал первый ряд, ближайший к реке. Левое крыло, под командованием подполковника Уильяма Дарка, состоящее из Виргинского батальона майора Джорджа Бединджера, Мэрилендского батальона Генри Гейтера, и 2-го полка под началом майора Джонатана Харта, образовывало второй ряд. Рота пенсильванских стрелков капитана Уильяма Фолкнера находилась на правом фланге вместе с кавалерией капитана Александра Трумэна. Драгуны капитана Джонатана Сноудена были на левом фланге. Кентуккийские ополченцы стояли лагерем за рекой, примерно в 275 метрах впереди по ходу движения основных сил армии. Ночью кентуккийцы обнаружили в лесу несколько индейцев, и решив, что они пытались украсть лошадей, не подняли тревогу. Капитан Джейкоб Слау сообщил об инциденте Ричарду Батлеру, но тот не стал информировать Сент-Клэра.
Слабо подготовленные, плохо экипированные и обеспеченные, утратившие дух из-за дезертирства ополченцев и разногласий офицеров, утомительных переходов, проволочек, холодной и сырой погоды, люди Сент-Клэра двигались навстречу врагу, которого адъютант генерала Эбенезер Денни охарактеризовал, как «с младенчества воспитанных для войны, и вероятно, превосходящих любого равночисленного противника, которого можно выставить против них».

### Ход битвы
На рассвете 4 ноября войска Сент-Клэра проводили поверку. Подполковник Дарк приказал дежурному офицеру распустить солдат, так как люди страдали от холода. Через несколько минут после этого в лагере услышали боевой клич индейцев. Битва началась с атаки на кентуккийских ополченцев, которые даже не попытались открыть ответный огонь, а начали бежать через реку, вызвав замешательство основного лагеря. Подполковник Олдем, при попытке остановить бегство своих людей, был убит. Офицеры выбежали из палаток и попытались восстановить ряды, чтобы отбить атаку индейцев. Огонь солдат регулярной армии приостановил наступление индейцев, но они стремительно перестроились и начали окружать армейский лагерь. Майами, шауни и делавары, которых возглавляли Маленькая Черепаха, Синяя Куртка и Баконгахелас, атаковали по центру, оттава, оджибве и потаватоми устремились на левый фланг, а минго, вайандоты и чероки — на правый. Хорошо экипированные и умелые в применении своего оружия, они сражались более гибко и подвижно, нежели солдаты. Нападавшие осуществили свой манёвр столь быстро, что, как позднее вспоминал  генерал-адъютант Сарджент, он подумал, «будто американцы полностью окружены во время первого нападения на ополченцев». 
В течение нескольких минут индейцы обогнули лагерь с левого и правого флангов, полностью окружив его и атаковав со всех сторон. На солдат обрушился шквальный огонь. Перемещаясь от дерева к дереву, индейцы расстреливали растерянных американцев, обнаруживших, что они зажаты в кольцо на открытой местности. Вскоре место боя превратилось в поле, буквально усеянное убитыми солдатами и офицерами. Понимая, что солдаты зависят от приказов своих офицеров, индейцы старались в первую очередь поразить офицеров и вывести из строя артиллерию, и они делали это стремительно и эффективно. Высокий уровень потерь среди командующего состава сокрушил моральный дух солдат и их способность сражаться как единое соединение. Артиллерия производила много шума, но наносила мало урона. Располагаясь на возвышенности, артиллеристы стреляли слишком высоко, сражая картечью вершины деревьев, при этом, индейские снайперы методично уничтожали орудийные расчёты. Менее чем через 90 минут после начала боя все офицеры-артиллеристы, за исключением одного, были убиты, а расчёты вырезаны в рукопашной схватке.
Когда началось нападение, Сент-Клэр с трудом выбрался из постели. Не имея времени надеть мундир, он облачился в неброскую одежду, которая скрыла его чин от индейских снайперов и, возможно, спасла ему жизнь. Тем не менее, пока он пытался сесть в седло, под ним были убиты две лошади. Обнаружив панику из-за большого числа павших, Сент-Клэр организовал серию штыковых контратак, благодаря которым удалось отбить часть территории на левом фланге. Индейцы стали бежать, прячась за деревьями, а затем развернулись и вынудили американцев вновь отступить. Батальоны Кларка и Томаса Батлера провели несколько штыковых атак с тем же успехом и неся тяжёлые потери, в особенности среди офицеров. Сам Батлер был ранен, а все офицеры 2-го полка, за исключением троих, пали. У подполковника Дарка осталось в строю около 30 человек. Избежав больших потерь от штыковых атак американцев, индейцы дважды смогли прорваться в лагерь, грабя повозки и палатки и добивая раненых.
Люди Сент-Клэра дрогнули и начали отступать, повсюду рушились дисциплина и сопротивление. Индейцы сжали кольцо ещё теснее, подвергнув окружённых солдат перекрёстному огню. Американцы сбивались в небольшие группы и бежали, охваченные ужасом. Под угрозой полного уничтожения Сент-Клэр приказал отступать. Несколько офицеров собрались впереди, включая капитана Трумэна, командира драгунов. Ему удалось провести отвлекающий манёвр и начать отступление, которое вскоре превратилось в поспешное бегство. Как позднее вспоминал Дарк, «вся армия бежала вместе, как толпа на ярмарке». Ужас от возможного скальпирования и пыток прибавлял страху бегущим солдатам и ополченцам, Эбенезер Денни описал их как «совершенно неуправляемых, не способных что-либо предпринять». Майор Кларк с остатками своего батальона делал всё, что мог, чтобы прикрыть отступление в течение некоторого времени, но так как арьергард был быстро окружён, каждый стал действовать сам за себя. На многие километры дорога была усеяна ружьями, ящиками патронов и различными атрибутами полков, которые побросали солдаты во время бегства.
Сражение продолжалось три часа. Около 9:30 утра началось отступление, как позже рапортовал Сент-Клэр, и продолжалось до самого форта Джефферсон. Бегущих солдат преследовало не более 300 воинов, примерно через 7 км они прекратили погоню и вернулись к своим товарищам. Закончив разграбление лагеря и прикончив раненых, среди которых был заместитель командующего Ричард Батлер, индейцы возвращались домой со скальпами и добычей, ведя вьючных лошадей. На поле боя и вдоль дороги, ведущей в форт Джефферсон, остались лежать сотни павших американцев. В насмешку над алчностью этих белых людей, уже присвоивших себе множество индейских территорий, но стремившихся захватить ещё больше, многим убитым индейцы запихали в рот землю.

## Итоги и последствия

### Итоги
Отступавшие в спешке американцы прибыли в форт Джефферсон в тот же день поздно вечером. Услышав стрельбу, майор Хамтрамк выдвинулся с 1-м полком навстречу основным силам. Примерно в 14 км от форта Джефферсон он встретил первых беглецов на дороге. Они сообщили ему, что армия полностью разбита и мало кто остался в живых. Ввиду вероятности ещё одного нападения индейцев, майор принял решение не рисковать оставшимися силами. Хамтрамк развернул 1-й полк и возвратился в форт Джефферсон, приняв меры для его обороны, вместо того, чтобы идти вперёд на выручку остаткам армии. Позднее Сент-Клэр признал, что если бы 1-й полк присутствовал в сражении, то «триумф врага мог стать ещё более полным, а страна могла остаться без каких бы то ни было средств защиты». Материальные потери армии были огромными — как подсчитал Сарджент, индейцам достались: 8 орудий, 2 передвижные кузницы, 2 багажных фургона, 4 упряжки быков, 1200 мушкетов и штыков, 384 палатки и 11 шатров, 316 вьючных лошадей, а также лошади поставщиков и артиллеристов; 163 топора для рубки леса, 88 кирок и множество других инструментов; припасы и продовольствие в виде говядины и хлеба. Кроме того, индейцы захватили дневники, рапорта и письма американских офицеров, почти все из которых оказались в британском Индейском департаменте.   
Раненые и отставшие солдаты и ополченцы продолжали приходить в форт Джефферсон после прибытия основных частей американской армии. На посту не хватало продовольствия и медикаментов для вновь прибывших. Часть раненых скончалась по прибытии, включая командира 2-го добровольческого полка подполковника Джорджа Гибсона. В форте распространились слухи, что были замечены крупные силы индейцев и пост могут подвергнуть осаде. Разрозненная колонна Сент-Клэра продолжила путь на юг. Всё, что осталось от его войска, достигло форта Вашингтон в середине дня 8 ноября. Срок службы наёмников истёк и они разъезжались по домам. Больной подагрой Сент-Клэр мало что мог сделать, чтобы прекратить разложение своей армии и восстановить дисциплину и порядок. Спустя пару дней в форт возвратились разведчики-чикасо. Они продвинулись более чем на 30 км к северу от Кекионги, но так и не встретили индейское войско.
9 ноября, когда остатки американской армии возвратились в форт Вашингтон, Сент-Клэр составил первый рапорт о своей катастрофе. Через восемь дней он написал второй отчёт, и личное письмо, в котором постарался оправдаться за свои действия. 19 ноября Эбенезер Денни отправился в Филадельфию, чтобы лично доставить донесения генерала. Джордж Вашингтон узнал о поражении американского войска во время вечернего приёма 9 декабря, когда получил копию рапорта Сент-Клэра. Лишь после того, как ушли гости, Вашингтон дал волю своему гневу. После долгой тирады в адрес Сент-Клэра он сказал своему секретарю Тобиасу Лиру: «Это должно остаться в этих стенах». Вечером 19 декабря Денни прибыл в Филадельфию с официальным отчётом. На следующий день Нокс лично сопроводил его в дом президента США, где они подробно поговорили на предмет кампании и поражения. 
Новости о разгроме американской армии проникли на Восток раньше, чем Денни. Томас Джефферсон писал, что уже вечером 8 декабря сообщения о катастрофе Сент-Клэра достигли Филадельфии. Повествования о поражении появились во многих восточных газетах. Сент-Клэр понимал, что вину за неудачную кампанию возложат на него, и приготовился защищаться. Он не пытался свалить вину на солдат и офицеров своей армии и утверждал, что не имеет жалоб на свои войска, за исключением нехватки дисциплины.
После своей победы индейские воины вернулись в свои селения. На берегу реки Оттава был проведён большой совет, чтобы определить, стоит ли конфедерации продолжать войну против американцев или вести переговоры о мире после одержанной победы. Лидер оттава Эгушава призывал развить успех и продолжить вести боевые действия, но часть вождей высказалась о заключении мира. Не приняв окончательного решения, вожди решили отложить этот вопрос до проведения нового большого совета в следующем году. Концентрация населения истощила ресурсы продовольствия, кроме того, часть посевов была уничтожена американцами. Племена конфедерации испытывали нехватку зерна, а их семьи голодали. Воины были вынуждены рассеяться и заняться охотой, чтобы запастись продовольствием. Чтобы снизить уязвимость своих поселений и быть ближе к британцам в Детройте, вожди майами решили перенести свои деревни к слиянию рек Моми и Оглейз, где уже обосновался главный вождь шауни Капитан Джонни. Отразив вторжение Сент-Клэра, непрочный союз индейских племён теперь имел меньше единогласия в принятии решений.

### Потери
Точное количество убитых и раненых американцев так никогда и не было подсчитано, поскольку официальные отчёты известны лишь по 2-му американскому полку. Как писал историк Глен Такер в 1956 году, «поражение Сент-Клэра остаётся одним из самых позорных в американской военной истории». Подполковник Дарк счёл потерю наёмников несущественной, при этом отмечал храбрость и самопожертвование офицеров армии. Денни в своём рапорте писал о погибших 37 офицерах и 539 солдатах, и раненых 32 офицерах и 252 солдатах. Документы полковника Сарджента содержали отчёт о 593 убитых и пропавших без вести рядовых, он включил офицеров в отдельный список. Согласно подсчётам бывшего полковника Континентальной армии Оливера Спенсера погибло 630 солдат и офицеров, и ещё 244 было ранено; из примерно двухсот женщин удалось спастись лишь трём. Кроме того, среди погибших числились погонщики вьючных лошадей, возницы повозок и прочие гражданские работники. 
В процентном отношении это были самые высокие потери, когда-либо понесённые подразделением армии США. Среди погибших был и заместитель командующего генерал-майор Ричард Батлер. Современные историки сходятся во мнении, что было убито 630 солдат и офицеров, и более 280 было ранено. Погибло, было ранено и пропало без вести около 200 некомбатантов. Общие потери американцев превысили тысячу человек. 
По разным оценкам, потери индейцев были значительно ниже: 21 убитый и 40 раненых. Как пишет Колин Кэллоуэй, «это была величайшая из одержанных когда-либо коренными американцами побед и, пропорционально, тяжелейшая военная катастрофа, которую потерпели когда-либо Соединённые Штаты».

### Последствия
Неудачная кампания Сент-Клэра и вызванный ей кризис способствовали широкой критике администрации Вашингтона. В феврале 1792 года Уильям Дарк опубликовал анонимную обличительную речь против президента США, обвинив его в том, что он отправил «против самого активного в мире врага» больного и немощного человека. Подвергся критике и военный министр Нокс. Пресса стала полем брани, на котором возникающие политические партии начали принимать определённые точки зрения по вопросам, высвеченным битвой на Уобаше. Критики ставили вопрос о целесообразности войны, а также о создании и финансировании армии. 
В середине января 1792 года Сент-Клэр прибыл в Филадельфию, чтобы доложить о результатах кампании. Генерал сам попросил провести расследование его действий. Вашингтон ответил, что на службе недостаточно офицеров высокого ранга, чтобы сформировать военный трибунал для расследования. Сент-Клэр желал оправдаться и очистить свою репутацию, а затем уйти с поста командующего, но президент потребовал его немедленной отставки. 
Палата Представителей, между тем, начала собственное расследование катастрофы. Это было первое расследование, предпринятое Конгрессом по новой конституции, равно как и первое расследование действий исполнительной власти. Созданный особый комитет расследовал много больше, нежели просто действия Сент-Клэра. Он поднял вопрос по поводу полномочий нового федерального правительства, подотчётности выборных должностных лиц и привилегий исполнительной власти. Обеспокоенный запросом Конгресса о предоставлении документов, и осознавая, что это создаёт прецедент, президент созвал глав всех ведомств: госсекретаря Томаса Джефферсона, министра финансов Александра Гамильтона, военного министра Нокса и генерального прокурора Эдмунда Рэндольфа. На этом и последующих совещаниях президент и его советники пришли к принципиальному решению, что исполнительная власть должна запретить обнародование любых документов и материалов, которые ради общественного блага должны сохраняться в тайне. Таким образом, было установлено представление, что президент Соединённых Штатов имеет право удержать документы, могущие оказаться опасными для интересов страны, и вместе с ним право исполнительной привилегии. В конце концов, Вашингтон разрешил предоставить комитету копии необходимых документов.
После подробного расследования комитет пришёл к единогласному мнению и передал доклад в Палату представителей в мае 1792 года. Комитет признал невиновным Сент-Клэра и возложил вину на задержку Конгрессом средств на кампанию, неопытность и недисциплинированность солдат и многочисленные нарушения поставщиков. Конгресс проголосовал против предложения рассмотреть выводы комитета и не опубликовал окончательного отчёта. Хотя комитет оправдал Сент-Клэра, он выразил недовольство тем, что его репутация не была официально очищена.
Вашингтон последовательно утверждал, что единственной потерей в битве на Уобаше были погибшие там люди. Он призывал Конгресс придерживаться прежнего курса в индейской политике и в стремлении взять под контроль новые территории. В марте 1792 года Конгресс проголосовал за формирование дополнительных полков регулярной армии. В мае того же года было также принято два закона об ополчении. Первый давал президенту власть привлекать ополченцев в федеральные войска, а второй требовал от свободных трудоспособных белых граждан мужского пола различных штатов в возрасте от 18 до 45 лет записываться в ополчение штата, в котором они проживали. Рассмотрев имеющие кандидатуры, Вашингтон назначил генерала Энтони Уэйна строить новую армию и сломить сопротивление индейской конфедерации.
В конце лета 1792 года множество индейских племён собралось на совет в месте слияния рек Моми и Оглейз, на котором делегация ирокезов представила предложение о мире с Соединёнными Штатами. Вождь сенека Сагойевата сумел убедить лидеров племён выслушать американских послов следующей весной. Майами, делавары и шауни были готовы и дальше воевать, чтобы сдерживать экспансию США, но другие племена стали склоняться к компромиссу. Пока Уэйн готовил новое вторжение, американские комиссары встретились с вождями индейцев на совете на реке Сандаски. Зная, что армия США уже движется на их земли, лидеры конфедерации отвергли мирное соглашение.
В декабре 1793 года Легион Соединённых Штатов построил форт Рекавери на месте битвы, захоронив перед этим останки погибших соотечественников, и провёл следующие месяцы, укрепляя сооружение, чтобы обозначить восстановление американской власти на этих землях. Всю зиму в форте находились роты стрелков и артиллерии. 30 июня 1794 года индейцы атаковали форт, но американская артиллерия заставила их отступить. После неудачного нападения многие оттава, оджибве и потаватоми вернулись домой на север. 
Американская дипломатия усилила межплеменные разногласия. Один из лидеров индейской конфедерации Маленькая Черепаха вёл разговоры о прекращении войны, побуждая других вождей прийти к мирному соглашению с американцами. Не добившись своего, он отказался от руководства союзом. Ослабленный уходом воинов Совета трёх огней, индейский альянс не смог в дальнейшем противостоять усиленной и обновлённой американской армии. Превосходя численностью и вооружением, в августе американцы одержали решающую победу в Битве у поваленных деревьев. В ноябре 1794 года Великобритания и США подписали договор о дружбе, торговле и мореплавании, по условиям которого британцы оставляли свои аванпосты на американской территории. Поражение индейской конфедерации и уход британцев привели к заключению Гринвиллского договора 1795 года, который закрепил большую часть Огайской земли за Соединёнными Штатами.

### Статьи
- Eid, Leroy V. American Indian Military Leadership: St. Clair's 1791 Defeat (англ.) // Journal of Military History. — Lexington, VA: Society for Military History, 1993. — Vol. 57, iss. 1. — P. 71—88. — ISSN 0899-3718. — doi:10.2307/2944223.
- Shepherd, Joshua. SLAUGHTER on the Wabash (англ.) // MHQ: Quarterly Journal of Military History. — Vienna, VA: Historynet LLC, 2008. — Vol. 20, iss. 3. — P. 38—47. — ISSN 1040-5992.
- Warner, Michael S. General Josiah Harmar's Campaign Reconsidered: How the Americans Lost the Battle of Kekionga (англ.) // Indiana Magazine of History. — Bloomington, Indiana: Indiana University Press, 1987. — Vol. 83, iss. 1. — P. 43—64. — ISSN 00196673.